# دوميكيت
الدوميكيت (بالإنجليزية: Domeykite)‏، هو معدن نحاسي ضمن معادن الزرنيخ صيغته الكيميائية Cu3As. سُمي بهذا الاسم تكريماً لعالم المعادن إغناسي دوميكو، ووُصفت لأول مرة في 1845 في إحدى المناجم في تشيلي.

## الاستخدام
يتم تحويل المعدن إلى خامة نحاسية بسيط تُساعد في الحصول على النحاس، ويمكن كذلك صقلها واستخدامها لأغراض الزينة.